# Seljublje
Seljublje är en ort i Bosnien och Hercegovina.   Den ligger i entiteten Federationen Bosnien och Hercegovina, i den östra delen av landet, 80 km nordost om huvudstaden Sarajevo. Seljublje ligger 423 meter över havet och antalet invånare är 1 074.
Terrängen runt Seljublje är huvudsakligen kuperad, men västerut är den platt. Runt Seljublje är det ganska tätbefolkat, med 93 invånare per kvadratkilometer.. Närmaste större samhälle är Tuzla, 14,4 km väster om Seljublje. 
Omgivningarna runt Seljublje är en mosaik av jordbruksmark och naturlig växtlighet.